# Abou al-Hassan al-Mouhajir
Abou al-Hassan al-Mouhajir (arabe : أبو الحسن المهاجر) est un djihadiste de nationalité inconnue, originaire de la péninsule arabique. Il est le porte-parole de l'État islamique du 5 décembre 2016 à sa mort présumée, le 27 octobre 2019.

## Biographie
Les origines d'Abou al-Hassan al-Mouhajir, son vrai nom, sa date de naissance et sa nationalité sont inconnus. Cependant son successeur en tant que porte-parole de Daech, Abou Hamza al-Quraychi, affirme dans un message audio qu'il venait de la « péninsule de Muhammad » (une périphrase fréquemment utilisée par l'organisation pour désigner l'Arabie), ce qui laisserait « 90% de chances qu'il soit de nationalité saoudienne » selon le journaliste français Romain Caillet. 
Le 5 décembre 2016, l'État islamique annonce via un de ses médias, Al Fourqan, qu'Abou al-Hassan al-Mouhajir est son nouveau porte-parole. Il succède à Abou Mohammed al-Adnani, tué le 30 août 2016.
Entre fin 2016 et fin 2019, il prend la parole à six reprises dans des documents audios diffusés par l'État islamique. En avril 2017, il traite le président américain Donald Trump d'« affreux idiot qui ne sait pas ce qu’est la Syrie, l’Irak, et l’islam ». En avril 2018, il appelle à cibler les chiites d'Irak et les clans sunnites « soumis aux chiites » et à l'Iran,,. Il désigne comme ennemis la famille royale saoudienne, notamment le roi Salmane ben Abdelaziz Al Saoud et le prince Mohammed ben Salmane, mais aussi le guide suprême iranien Ali Khamenei, le président égyptien Abdel Fattah al-Sissi, le président palestinien Mahmoud Abbas, le Hamas, les Américains, les Russes et les Européens, affirmant qu'il n'y « pas de différence » dans le combat contre ces différentes forces, mais que « les premiers sont les pires »,,. Il félicite également les auteurs d'attentats à Paris, Londres et New York,. Dans son dernier audio, diffusé en mars 2019, il encourage les troupes acculées à Baghouz, parle d'une « fausse victoire » des États-Unis et évoque les attentats de Christchurch,.
Abou al-Hassan al-Mouhajir est tué le 27 octobre 2019 à Aïn al-Bayda (en) près de Jarablous en Syrie, par une frappe aérienne américaine. Sa mort est annoncée le 28 octobre 2019 par Mazloum Abdi, le commandant en chef des Forces démocratiques syriennes, qui affirme que l'opération a été menée « en coordination directe entre les renseignements des FDS et l'armée américaine ». L'Observatoire syrien des droits de l'homme (OSDH) annonce également qu'Abou al-Hassan Al-Mouhajir a été tué dans le raid aérien américain, ainsi que quatre de ses hommes, alors qu'ils tentaient de fuir clandestinement. Selon le journaliste syrien Abdullah Al-Muhamad, qui cite des sources policières locales, Abou al-Hassan Al-Mouhajir aurait été tué alors qu'il était dissimulé dans un camion-citerne en compagnie de deux hommes, dont son bras droit et responsable médias de l’EI, natif de la région. Venu de l'ouest, le véhicule aurait franchi des points de contrôle des FDS, puis de l'ANS avant d’être bombardé. Le 31 octobre 2019, Daech confirme la mort de son porte-parole, en même temps que celle d'Abou Bakr al-Baghdadi (« calife » de l'organisation), qui s'était donné la mort au cours d'un autre raid américain.
Al-Mouhajir est remplacé par un certain Abou Hamza al-Qourashi, qui annonce dans un communiqué publié le 31 octobre 2019 la nomination d'Abou Ibrahim al-Hachimi al-Qourachi à la tête de l'État islamique,.